# Hélène Giannecchini
Hélène Giannecchini, née en 1987, est une écrivaine, commissaire d'exposition et critique française.

## Biographie
Hélène Giannecchini naît en 1987 aux Lilas dans une famille de professeurs au collège et au lycée.

### Commissaire d'exposition
Docteure en littérature française (2016), elle consacre plusieurs travaux universitaires à l'analyse de l'œuvre de la photographe et écrivaine Alix Cléo Roubaud et co-dirige la première exposition d'ampleur dédiée à Alix Cléo Roubaud, qui se tient à la Bibliothèque nationale de France en 2014-2015.

### Autrice

#### Les liens textes et images
Elle publie en mai 2014 un ouvrage à mi-chemin entre le récit personnel, l'enquête biographique et l'essai, intitulé Une image peut-être vraie. Alix Cléo Roubaud aux Éditions du Seuil dans la collection de Maurice Olender « La librairie du XXIe siècle ». Le livre est accueilli favorablement par la presse,,,.
Entre 2016 et 2018, elle publie régulièrement des articles dans la revue mensuelle Art Press,,. Elle enseigne la théorie de l'art contemporain et la création littéraire à l'École européenne supérieure de l'image de Poitiers-Angoulême de 2017 à 2023. Elle donne aussi des conférences au Centre Pompidou, à l’Université Complutense de Madrid, à l’Université de Bâle, à la Fondation Henri Cartier-Bresson, au Jeu de Paume, à la Maison Européenne de la Photographie, etc.

#### Le deuil
À partir d'août 2018, elle est admise comme pensionnaire à l'Académie de France à Rome pour une résidence de création, de recherche ou d’expérimentation d’une durée d’un an à la Villa Médicis (section littérature). Elle y termine son second livre, intitulé Voir de ses propres yeux, qui paraît aux Éditions du Seuil en janvier 2020.

#### La musique
Entre décembre 2021 et février 2022, elle est résidente du programme franco-américain de recherche et création à la Villa Albertine avec le danseur et chorégraphe François Chaignaud et le compositeur Sasha J. Blondeau. Cette résidence donne lieu à l'élaboration de Cortèges, pièce pour orchestre, électronique et danseur présentée à la Philharmonie de Paris en juin 2023, dont elle rédige le livret.

#### L'amitié comme mode de vie
En août 2024, elle publie Un désir démesuré d'amitié. Se fondant sur des textes et surtout des photographies issues notamment des Lesbian Herstory Archives, elle y dessine « les contours éthiques, politiques et pratiques de ce sentiment si fondamental dans son existence de femme lesbienne ». Tiphaine Samoyault salue le livre dans En attendant Nadeau : l'autrice "retourne au récit personnel et fait porter son enquête sur les manières de faire famille autrement" et souligne la manière dont, dans ce livre, "la recherche, la sensibilité aux vies fragiles, s’allient à l’imagination qui donne une dignité à ce qui est vraiment oublié dans l’histoire et permet de parler des liens qui n’ont pas de nom".

## Œuvres

### Récits
- Une image peut-être vraie. Alix Cléo Roubaud, Éditions du Seuil, « La librairie du XXIe siècle », 2014, Postface de Jacques Roubaud[17].
- Voir de ses propres yeux, roman, Éditions du Seuil, « La librairie du XXIe siècle », 2020[18].
- Un désir démesuré d'amitié, Éditions du Seuil, « La librairie du XXIe siècle », 2024[19].

### Essais
- « Une nuit chez Aunt Charlie's », VA Magazine (en ligne)[20], La Villa Albertine, juillet 2022.
- Alix Cléo Roubaud. Photographies. Quinze minutes au rythme de la respiration (dir. avec Anne Biroleau et Dominique Versavel), Bibliothèque nationale de France, 2014[21].
- « Alix Cléo Roubaud, le Journal et l’œuvre à venir », La Faute à Rousseau, no 74, Paris, février 2017.
- « Vérité-correspondance, vérité-cohérence ? », Transactions photolittéraires, dir. Jean-Pierre Montier, Rennes, Presses Universitaires de Rennes, 2015.
- « Un futur antérieur sans cesse déchiré », Les Écrits, no 132, Canada, été 2011.
- « Alix Cléo Roubaud », Les Cahiers du refuge, Centre international de poésie Marseille, 2010.